# Virgil Cioflec
Virgil Cioflec (n. 8 septembrie 1874, Gherășeni – d. 10 martie 1948, București) a fost un prozator, critic de artă și colecționar român. A fost director general în cadrul Ministerului Cultelor și Artelor, care era condus în 1918 de către Octavian Goga. A legat o prietenie strânsă cu pictorii Nicolae Grigorescu și Ștefan Luchian, ale căror monografii le-a publicat în anii 1924 (pentru Luchian) și 1925 (pentru Grigorescu). Toate lucrările de pictură și sculptură pe care le-a achiziționat de-a lungul vieții, 77 de tablouri și desene și două busturi, le-a donat în data de 26 iunie 1930 Universității Regele Ferdinand I din Cluj. Astfel s-a înființat Pinacoteca Virgil Cioflec din Cluj, care ulterior, împreună cu exponatele Muzeului Ardelean, a reprezentat nucleul central de exponate ale Muzeului de Artă din Cluj.
A fost directorul publicației „Viața literară și artistică”, unde, pe lângă schițe, nuvele și povestiri, a publicat un număr apreciabil de cronici plastice, eseuri și recenzii ale unor cărți de artă.
În 1935, cu ocazia Expoziției universale de la Bruxelles, Emanoil Bucuța i-a solicitat câteva piese valoroase din colecția sa. Virgil Cioflec a trimis, printre altele, și „Cap de ovrei”, o capodoperă a lui Nicolae Grigorescu, care a dispărut însă din expoziție.

## Cărți publicate
- Mălurenii, București, 1916;
- Luchian, București, 1924;
- Grigorescu, București, 1925.

## Galerie de imagini

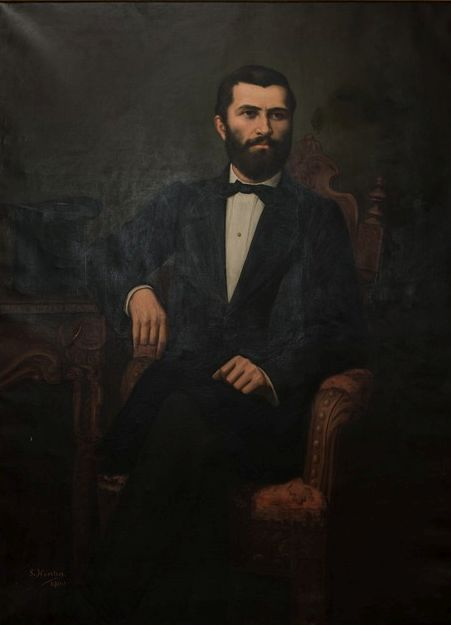
Portretul lui Virgil Cioflec - realizat de Sava Henția